# Lentille gravitationnelle faible
Une lentille gravitationnelle faible (weak gravitational lensing en anglais) est une lentille gravitationnelle dont les effets sont limités par rapport aux lentilles gravitationnelles fortes. Plus fréquentes que ces dernières, les lentilles gravitationnelles faibles sont beaucoup plus difficiles à observer.
Comme tout type de lentille gravitationnelle, les lentilles gravitationnelles faibles peuvent être produites par divers corps célestes plus ou moins massifs. Selon le ou les corps impliqués, les effets de lentille varieront.

## Observation

Déformations par effet de lentille, avec et sans mise en forme de bruit. La déformation montrée ici est grandement exagérée comparée aux systèmes astronomiques réels.

L'observation de lentille gravitationnelles faibles comporte de nombreux défis.
Toute lentille gravitationnelle agit comme une transformation de coordonnées qui déforme les images d’objets en arrière-plan (généralement des galaxies) près d’une masse en avant plan. La transformation peut être séparée en deux termes, la convergence (augmentation de la taille) et la transvection (étirement).
Pour mesurer cet alignement, il est nécessaire de mesurer l’aplatissement des galaxies en arrière-plan et construire une estimation statistique de leur alignement systématique. Le problème fondamental est que les galaxies ne sont pas intrinsèquement circulaires, alors leur aplatissement mesuré est une combinaison de leur aplatissement intrinsèque et la transvection de l’effet de lentille. Typiquement, l’aplatissement intrinsèque est beaucoup plus grand que la transvection (par un facteur de 3 à 300 dépendant de la masse d’avant plan). La mesure de plusieurs galaxies d’arrière-plan doit être combinée pour réduire le « bruit de forme ». L’orientation de l’aplatissement intrinsèque de galaxies devrait être presque entièrement aléatoire.
Un autre défi observationnel est la correction pour la fonction d’étalement du point causée par les effets atmosphériques et instrumentaux, ce qui fait que l'image observée est floue relativement au « ciel vrai ». Ce flou a tendance à rendre les petits objets plus ronds, détruisant une partie des informations à propos de leur vrai aplatissement. De plus, la fonction d’étalement du point ajoute généralement un bas niveau d'aplatissement aux objets dans l'image, ce qui n’est pas du tout aléatoire, et peut en fait imiter un vrai effet de lentille. Même pour les télescopes les plus modernes, cet effet est généralement au moins du même ordre de grandeur que la transvection de l’effet de lentille, et est souvent beaucoup plus grand.
Corriger la fonction d’étalement du point demande la construction d’un modèle de variation à travers le champ pour le télescope. Les étoiles de notre galaxie donnent une mesure directe de la fonction d’étalement du point, et elles peuvent être utilisées pour construire un tel modèle, habituellement par interpolation numérique entre les points où les étoiles apparaissent sur l’image. Ce modèle peut alors être utilisé pour reconstruire le « vrai » aplatissement pour celles qui sont floues. Les données prises dans l’espace et au sol passent habituellement par des procédures de réduction distincte due à la différence d’instruments et conditions d’observation.
La distance angulaire entre la lentille et la source en arrière-plan est importante pour convertir l’effet de lentille observable en quantité physique significative. Ces distances sont souvent estimées en utilisant le décalage vers le rouge photométrique quand le décalage vers le rouge spectroscopique n’est pas disponible. Les informations du décalage vers le rouge sont aussi importantes dans la séparation de la population de sources des galaxies en avant plan, ou celles associées à la masse responsable de l’effet de lentille. Sans aucune information sur le décalage vers le rouge, l’avant-plan et la population d’arrière-plan peuvent aussi être séparés par magnitude apparente ou par tranche de couleur, mais ces techniques sont beaucoup moins précises.

## Lentille par amas de galaxies

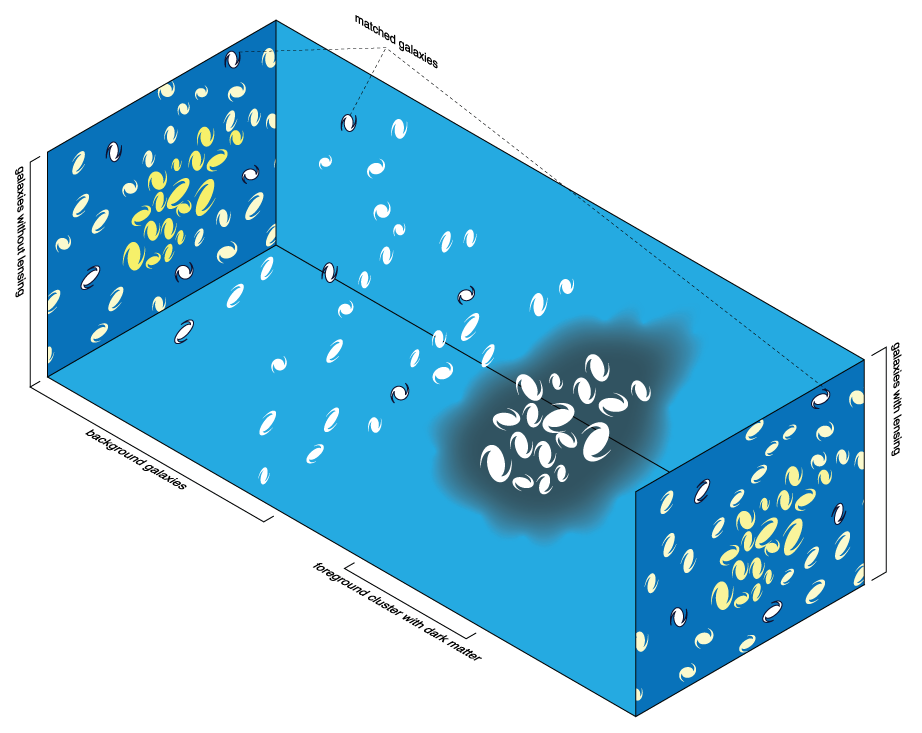
Les effets de galaxies d'avant-plan sur les sources d'arrière-plan. Le panneau en haut à gauche montre (projeté sur le plan du ciel) les formes des membres de l'amas (en jaune) et des galaxies d'arrière-plan (en blanc), ignorant les effets de lentilles gravitationnelles faibles. Le panneau en bas à droite montre le même scénario, mais inclut les effets de lentille. Le panneau central montre une représentation 3D de la position de l'amas et des galaxies sources, relativement à l'observateur. Il est à noter que les galaxies d'arrière-plan apparaissent étirées tangentiellement autour de l'amas.

Les amas de galaxies étant parmi les plus grandes structures gravitationnellement liées de l'Univers, ils permettent régulièrement d'observer des effets de lentilles gravitationnelles. Vu de la Terre, ces effets peuvent entraîner des déformations importantes d'une source objet en arrière-plan, déformations détectables à l'œil nu sur une image photographique (images multiples, arcs, anneaux) dans les cas de lentilles gravitationnelles fortes. De manière plus générale, les effets causent de petites distorsions des sources d’arrière-plan de l'ordre de 10 %.
L'observation de lentilles gravitationnelles faibles à partir d'amas de galaxies permet d'évaluer leur densité massique par la mesure de l'aplatissement des galaxies d'arrière-plan à l'aide de reconstruction directe et par inversion. Cependant, la distribution de masse (en) reconstruite sans connaissance de l’agrandissement souffre d’une limitation appelé « cas dégénéré de la feuille de masse », où la masse de surface de l’amas k peut être déterminé seulement à partir de la transformation {\displaystyle \kappa \rightarrow \kappa ^{\prime }=\lambda \kappa +(1-\lambda )}, où λ est une constante arbitraire. Ce cas dégénéré peut être résolu si une mesure indépendante de l’agrandissement est disponible puisque l'agrandissement mesuré n'est pas invariant sous la transformation du cas dégénéré mentionné plus haut.
À partir du barycentre de l'amas, qui peut être déterminé en utilisant une distribution de masse reconstruite ou des données optiques ou de rayons X, un modèle peut être établi pour intégrer le profil de transvection comme une fonction du rayon centré sur l'amas. Par exemple, le modèle de la sphère isotherme et le modèle Navarro-Frenk-White sont les deux modèles paramétriques généralement utilisés.
L'utilisation de ces modèles nécessite une connaissance du décalage vers le rouge de l’amas et la distribution du décalage vers le rouge des galaxies en arrière-plan afin d'obtenir une estimation de leur masse et de leur taille. Les estimations individuelles des masses des lentilles gravitationnelles faibles peuvent seulement être trouvées à partir des amas les plus massifs, et la précision de ces estimations est limitée par les projections le long du champ de vision.

## Lentille galaxie-galaxie
L’effet de lentille entre galaxies est un type spécifique de lentille gravitationnelle créée par une unique galaxie qui ne fait pas partie d'un amas plus grand.
Un peu comme les effets de lentille gravitationnelle causés par des amas de galaxies, la détection du signal de transvection d’une interaction galaxie-galaxie demande une mesure de la forme de la source d’arrière-plan, pour ensuite vérifier une corrélation de forme.
En principe, ce signal pourrait être mesuré autour de n'importe quelle lentille d'avant-plan. En pratique, cependant, à cause du champ de masse relativement petit des lentilles et la nature aléatoire des formes intrinsèques des sources d’arrière-plan (le « bruit de forme »), il n'est pas possible de mesurer le signal pour ce type de lentille. De plus, en combinant les signaux de plusieurs mesures de lentilles ensemble (une technique appelée « empilement »), le rapport signal sur bruit s’améliore, permettant de déterminer un signal statistiquement significatif, fait à partir de la moyenne d’un ensemble de lentilles.

## Implications scientifiques

### Amas

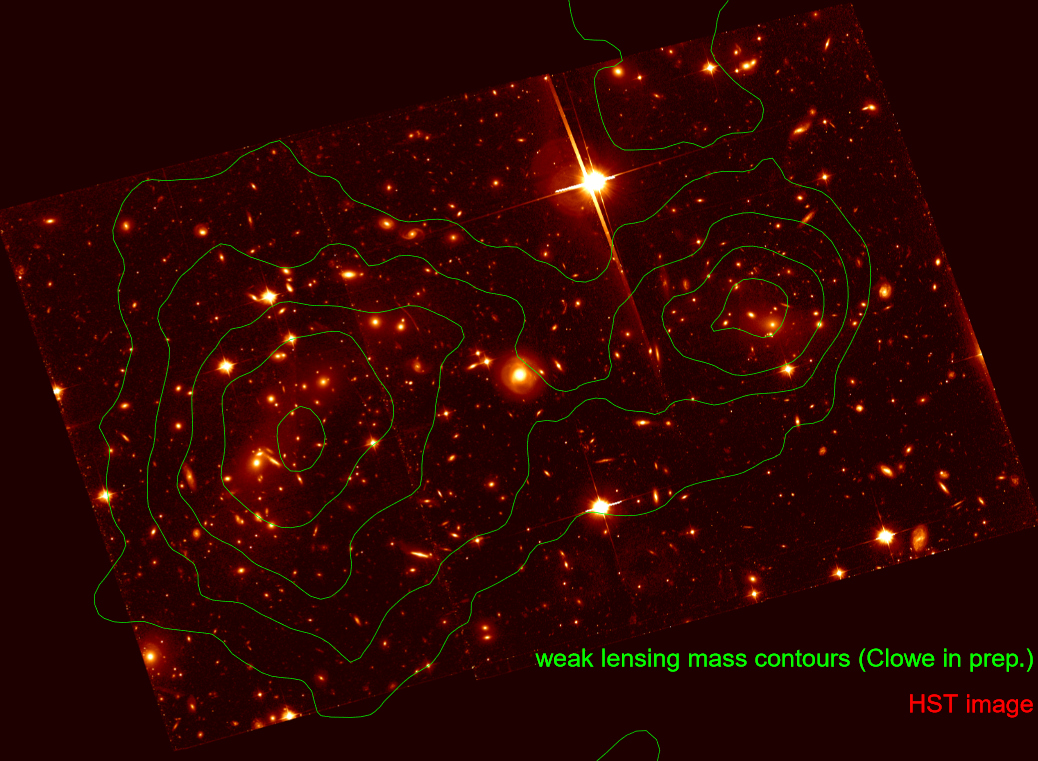
Image de l'amas de la Balle prise par le télescope spatial Hubble à partir d'une superposition d'analyses lenticulaires.

Les estimations de masse des amas déterminées par l’effet de lentille sont fiables parce que la méthode ne demande aucune présomption de leur état dynamique ou de leur historique de formation. Les cartes de masse lenticulaires peuvent aussi potentiellement révéler des « amas noirs », c'est-à-dire des amas contenant des concentrations hyperdenses de matière noire pour une quantité relativement peu significatives de matière baryonique. La comparaison de la distribution de matière noire cartographiée en utilisant les effets de lentille gravitationnelle avec la distribution des baryons avec les données optiques et rayons X révèlent les interactions entre la matière noire et les composantes stellaires et gazeuses. Une telle comparaison a été effectuée pour l'amas de la Balle, qui a permis d'obtenir des contraintes pour des modèles tels MOND et le ΛCDM, qui relient la lumière, les gaz et les distributions de matière noire.
L'effet de lentille gravitationnelle faible peut aussi être utilisé pour calibrer les relations massiques observables à partir de la superposition de lentilles gravitationnelles faibles autour d'un ensemble d'amas, bien que cette relation semble avoir une variance intrinsèque.

### Galaxie
Les lentilles galaxie-galaxie (comme tous les autres types de lentilles gravitationnelles) sont utilisées pour mesurer plusieurs quantités reliées à la masse :
- Relation masse-densité :
  - en utilisant des techniques similaires à celles de lentilles gravitationnelles par amas de galaxies, les effets de lentille gravitationnelle galaxie-galaxies peuvent donner des informations sur la masse et la densité d'objets de la taille d'une galaxie[8].
- Rapport masse/luminosité :
  - en comparant les masses mesurées et la luminosité moyenne de toute la galaxie dans un filtre spécifique, les lentilles gravitationnelles galaxie-galaxie permettent de donner un aperçu du rapport masse/luminosité de galaxies. En assumant que la matière lumineuse peut interagir avec la matière noire, cette quantité permettrait de mesurer le rapport matières noire/baryonique dans l'Univers[9].
- Évolution de la masse des galaxies :
  - puisque la vitesse de la lumière est finie, un observateur situé sur la Terre ne verrait pas les galaxies distantes comme elles le sont aujourd’hui, mais plutôt comme elles étaient dans un passé plus ou moins lointain. En limitant l’échantillonnage d’étude de lentilles gravitationnelles galaxie-galaxie seulement à un décalage vers le rouge en particulier, il est possible de comprendre les propriétés massiques des galaxies impliquées. En comparant les résultats de plusieurs études restreintes au décalage vers le rouge (avec chaque étude étudiant un décalage vers le rouge différent), il est possible d'observer les changements dans les caractéristiques massiques de galaxies sur une période de plusieurs époques, menant vers une meilleure compréhension de l'évolution massique sur les plus petites échelles cosmologique[10].

### Cosmologie
La capacité des lentilles gravitationnelles faibles à contraindre la densité spectrale de puissance de matière en fait une sonde particulièrement intéressante pour certains paramètres cosmologiques, particulièrement lorsqu'elles sont combinées avec d’autres observations telles le fond diffus cosmologique, les supernovas, et les relevés galactiques.
En principe, puisque la densité des amas, établie en fonction de la masse et du décalage vers le rouge, est sensible à la cosmologie sous-jacente, le dénombrement des amas dérivés de grandes études concernant les lentilles gravitationnelles devrait permettre de contraindre certains paramètres cosmologiques. En pratique, malheureusement, les projections le long du champ de vision causent plusieurs faux positifs.